# Hallstahammar kraftstation
Hallstahammar kraftstation är ett vattenkraftverk i Kolbäcksån. Det ligger i tätorten Hallstahammar. Kraftverket byggdes 1990. Det är ett underjordskraftverk som när det startade  ersatte de fyra gamla kraftstationerna Trångfors, Bruksfallet, Bultfallet och Norrkvarn, byggda under åren 1898-1923.
Hallstahammars kraftstation är förlagd under jord. Intaget är före den nedlagda Trångfors kraftstation. Inloppstunneln är ca 300 m lång. Efter inloppstunneln och före turbinspiralen är en trottelventil installerad. Den har en genomloppsdiameter av 4,2 m. Utloppstunneln är sprängd i berg och ansluter till den nedlagda Norrkvarns utlopp vilket motsvarar Kolbäcksåns vattennivå nedströms Hallstahammar. Därmed erhålles en nivåskillnad på 30 m.